# Predsednik Slovaške
Predsednik Slovaške (slovaško: Prezident Slovenskej republiky) je najvišji politični funkcionar, vodja države v Republiki Slovaški. Je tudi vrhovni poveljnik oboroženih sil.
Predsednik je voljen na neposrednih volitvah za petletni mandat, pri čemer lahko služi največ dva mandata zapored. Predčasno ga lahko odstavi parlament na predlog večine in z glasovi treh petin poslancev. Trenutna ureditev velja od leta 1999, ko je slovaški parlament sprejel ustavni zakon, leta 2001 pa je bila nato dopolnjena z novim ustavnim zakonom. Pred letom 1999 je predsednika imenoval parlament s tripetinsko večino in ga lahko odstavil z dvotretjinsko večino, tako da je položaj pridobil na neodvisnosti.
Med pristojnostmi so razpisovanje referendumov, imenovanje generalov, sodnikov vrhovnega sodišča in rektorjev ter profesorjev univerz, pa tudi podeljevanje državnih odlikovanj in pomilostitev. Poleg tega imenuje predsednika vlade, lahko razpusti Državni zbor v določenih okoliščinah, predlaga zakone in spremlja delo vlade.

## Seznam
|   | Ime              | Mandatno obdobje | Mandatno obdobje                                       | Mandatno obdobje | Stranka                                                        |
|   |                  | Začetek mandata  | Konec Mandata                                          |                  | Stranka                                                        |
| - | ---------------- | ---------------- | ------------------------------------------------------ | ---------------- | -------------------------------------------------------------- |
| 1 | Michal Kováč     | Michal Kováč     | 2. marec 1993                                          | 2. marec 1998    | Gibanje za demokratično Slovaško                               |
| 1 | Michal Kováč     | Michal Kováč     | Pred tem predsednik federalne skupščine Češkoslovaške. |                  |                                                                |
| 2 | Rudolf Schuster  | Rudolf Schuster  | 15. junij 1999                                         | 15. junij 2004   | Stranka državljanskega razumevanja                             |
| 2 | Rudolf Schuster  | Rudolf Schuster  | Pred tem član narodnega sveta in župan Košic.          |                  |                                                                |
| 3 | Ivan Gašparovič  | Ivan Gašparovič  | 15. junij 2004                                         | 15. junij 2014   | Gibanje za demokracijo (volitve 2004) neodvisen (volitve 2009) |
| 3 | Ivan Gašparovič  | Ivan Gašparovič  | Predsednik narodnega sveta (parlamenta)                |                  |                                                                |
| 4 | Andrej Kiska     | Andrej Kiska     | 15. junij 2014                                         | 15. junij 2019   | Neodvisen                                                      |
| 4 | Andrej Kiska     | Andrej Kiska     |                                                        |                  |                                                                |
| 5 | Zuzana Čaputová  | Zuzana Čaputová  | 15. junij 2019                                         | 15. junij 2024   | Progresivna Slovaška                                           |
| 5 | Zuzana Čaputová  | Zuzana Čaputová  |                                                        |                  |                                                                |
| 6 | Peter Pellegrini | Peter Pellegrini | 15. junij 2024                                         | poteka           | Hlas – socialdemokracija                                       |
| 6 | Peter Pellegrini | Peter Pellegrini |                                                        |                  |                                                                |